# Catapulta

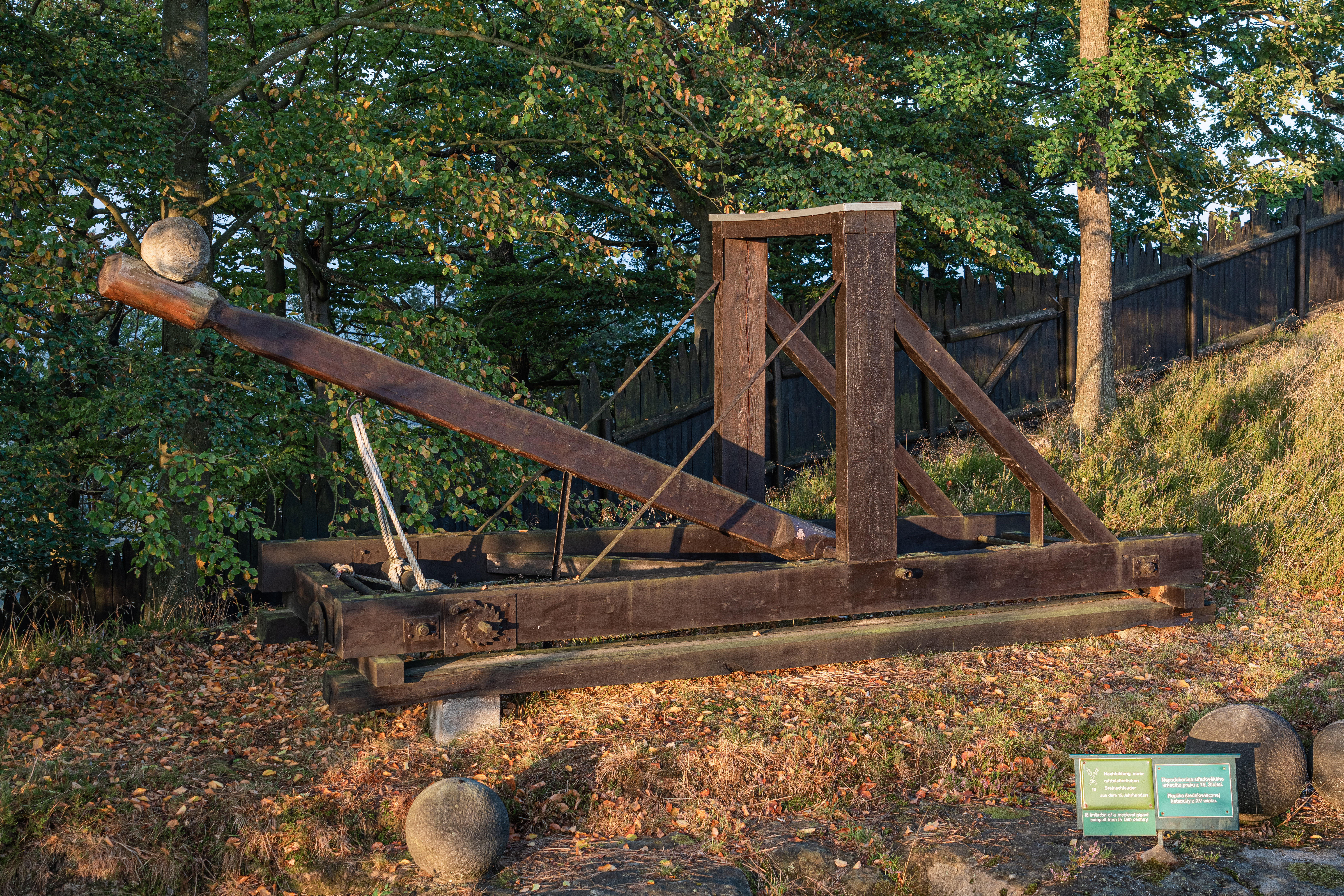
Replica di una catapulta presso il castello di Neurathen, Germania

La catapulta indica genericamente un tipo di macchina da assedio che sfrutta un braccio per scagliare con tiro curvo grosse pietre di cento, duecento e più chili, proiettili di metallo o dardi e frecce.
Il nome deriva dal greco "kata pelta", ovvero "attraverso lo scudo": il pelta è il piccolo scudo di legno e cuoio dei peltasti, schermagliatori greci.
Originariamente i greci chiamavano "catapulta" le baliste che lanciavano dardi invece che pietre ma presso i romani e macedoni il termine assunse il significato moderno. Anche se oggi questo termine sta ad indicare un insieme di armi, nel gergo popolare con "catapulta" ci si riferisce alla versione romana, il cui nome specifico è onagro.

## Storia
Le prime catapulte della storia sono le baliste che appaiono nel mondo greco verso la fine dell'epoca classica; tra i primi ad adottarle furono Dionisio di Siracusa e Onomarco di Foci. Lo stesso Dionisio di Siracusa introdusse l'idea di usarle come copertura sul campo di battaglia oltre che come strumento di assedio: le usò per attaccare la flotta Cartaginese che soccorreva la alleata città di Mozia che egli stava assediando (Diod.XIV,50,4).
Le catapulte aumentarono potenza e gittata nel periodo ellenistico, soprattutto grazie all'introduzione delle catapulte a torsione e al loro perfezionamento. Possiamo seguire il loro sviluppo attraverso la lettura dei trattati sull'argomento scritti da Bitone, Filone di Bisanzio, Erone di Alessandria e altri autori.
Nel periodo imperiale e nella tarda antichità l'efficacia in battaglia delle catapulte andò decrescendo, finché se ne abbandonò la costruzione. Nel medioevo fu introdotto il trabucco a contrappeso, più potente della classica catapulta a torsione ma anche più ingombrante. Infine l'avvento della polvere da sparo e del cannone resero obsoleta questa tipologia d'arma.

## Caratteristiche

### Descrizione e funzionamento
L'immagine tipica di catapulta è quella dell'onagro e quindi costituita da due montanti verticali, disposto orizzontalmente un fascio di materiale elastico, in mezzo alla quale viene piazzata l'estremità di un braccio di legno. L'altro capo del braccio è terminato da una specie di cucchiara in cui si mettono dei blocchi di legno o di metallo, oppure dei liquidi infiammabili chiusi in un recipiente. Per far agire la macchina, si abbassa il braccio orizzontalmente e lo si blocca, piazzando poi il proiettile nella cucchiara. Quando si libera il braccio, esso, ritornando con forza per mezzo del fascio elastico, scaglia il proiettile, il quale abbandona la cucchiara descrivendo una traiettoria parabolica.

### Gittata
La gittata di queste macchine (a seconda del peso del proiettile) era di circa 300-400 metri per la balista, 200-600 metri nel caso dell'onagro e 100 - 200 per il mangano e trabucco.

## Classificazione
Le catapulte possono essere classificate secondo il sistema fisico usato per immagazzinare e rilasciare l'energia necessaria alla propulsione del proiettile.
- Flessione: Le prime baliste erano a elasticità di flessione, sviluppata dal gastraphetes (sorta di balestra rudimentale): una parte elastica precedentemente flessa propelle il braccio che scaglia il proiettile, in maniera molto simile ad una balestra gigante. Un principio utilizzato spesso nelle catapulte medioevali grazie alla sua semplicità di realizzazione.
- Torsione: La balista macedone fu la prima catapulta torsionale, che impiegò l'elasticità di torsione di fasci di fibre. A questo fine erano usati tendini, crini e anche capelli. Anche gli onagri sfruttavano lo stesso principio, avendo l'estremità del braccio inserita in corde o fibre che venivano torte (nevrobalistica), fornendo al braccio la forza propulsiva. Il sistema torsionale è assai più efficace del sistema flessionale, ma di contro aumenta la complessità del meccanismo.
- Trazione: Rudimentale sistema di lancio tipico del mangano, che sfrutta la forza di trazione di un gruppo di persone per imprimere forza in un proiettile. Trovò largo impiego nell'Alto medioevo, ma venne successivamente soppiantato o implementato nel sistema a gravitazione.
- Gravità: È il sistema utilizzato nel trabucco. In questo caso, il contrappeso in caduta spinge verso il basso un'estremità del braccio, mentre il proiettile viene scagliato da una lunga fionda collegata all'altra estremità, essenzialmente come una fionda collegata a una gigantesca altalena. In questo congegno può essere utilizzata la trazione umana che affianchi il pesantissimo contrappeso, tramite corde tirate da decine o centinaia di uomini contemporaneamente. Il peso dei proiettili, a seconda del peso del contrappeso e del numero degli addetti alle corde, andava da poche decine di chili fino a ben oltre la tonnellata (il record è di quasi 1550 chili nel caso dei proiettili lanciati dai trabucchi veneziani nell'assedio di Zara).